# Stavn
Stavn (of Staun) is een plaats in de Deense regio Noord-Jutland, gemeente Aalborg, en telt ca. 120 inwoners.